# Comuna Platonești, Ialomița
Platonești este o comună în județul Ialomița, Muntenia, România, formată din satele Lăcusteni și Platonești (reședința).

## Așezare
Comuna se află în partea estică a județului, pe malul stâng al râului Ialomița, pe malul opus față de orașul Țăndărei. Este străbătută de șoseaua județeană DJ212, care o leagă spre nord de Țăndărei (unde se termină în DN2A) și spre sud de Movila și Fetești (unde se termină în DN3A). Prin comună trece și calea ferată Făurei-Fetești, pe care este deservită de stația Platonești.

## Demografie
Componența etnică a comunei Platonești
     Români (93,68%)
     Alte etnii (0,19%)
     Necunoscută (6,13%)
Componența confesională a comunei Platonești
     Ortodocși (92,35%)
     Alte religii (1,14%)
     Necunoscută (6,51%)
Conform recensământului efectuat în 2021, populația comunei Platonești se ridică la 1.582 de locuitori, în scădere față de recensământul anterior din 2011, când fuseseră înregistrați 1.798 de locuitori. Majoritatea locuitorilor sunt români (93,68%), iar pentru 6,13% nu se cunoaște apartenența etnică. Din punct de vedere confesional, majoritatea locuitorilor sunt ortodocși (92,35%), iar pentru 6,51% nu se cunoaște apartenența confesională.

## Politică și administrație
Comuna Platonești este administrată de un primar și un consiliu local compus din 11 consilieri. Primarul, Florinel Negraru[*], de la Partidul Social Democrat, este în funcție din 2005. Începând cu alegerile locale din 2024, consiliul local are următoarea componență pe partide politice:
|  | Partid                          | Consilieri | Componența Consiliului | Componența Consiliului | Componența Consiliului | Componența Consiliului | Componența Consiliului | Componența Consiliului |
|  | ------------------------------- | ---------- | ---------------------- | ---------------------- | ---------------------- | ---------------------- | ---------------------- | ---------------------- |
|  | Partidul Social Democrat        | 6          |                        |                        |                        |                        |                        |                        |
|  | Alianța pentru Unirea Românilor | 3          |                        |                        |                        |                        |                        |                        |
|  | Alianța Dreapta Unită           | 2          |                        |                        |                        |                        |                        |                        |

## Istorie
În forma sa actuală, comuna Platonești a apărut în 1931, după ce anterior satul Platonești apăruse pe teritoriul comunei Hagieni.
În 1950, a fost inclusă în raionul Fetești din regiunea Ialomița apoi (după 1952) din regiunea Constanța și (după 1956) din regiunea București. În 1968, a revenit la județul Ialomița, dar a fost imediat desființată, iar satele ei transferate la comuna Săveni.
Comuna Platonești fost reînființată în anul 2005, în vechea ei formă, prin legea nr. 67 din 23 martie 2005.

## Monumente istorice
Două obiective din comuna Platonești sunt incluse în lista monumentelor istorice din județul Ialomița, ca monumente de interes local. Ambele sunt din categoria siturilor arheologice și se află în zona satului Platonești — o așezare din perioada Halstatt și o necropolă birituală medievală timpurie (secolele al IX-lea–al XI-lea).